# José Manuel Baltar
José Manuel Baltar Blanco (Esgos, Orense, 3 de agosto de 1967) es un político español, militante del PPdeG. Es hijo de José Luis Baltar, a quien sucedió como presidente de la Diputación de Orense. Concejal en el municipio de Esgos y presidente de la Diputación Provincial de Orense desde el 6 de febrero de 2012, y presidente del PPdeG en la provincia de Orense desde el 30 de enero de 2010, cuando fue elegido en el XV Congreso Provincial. Presidente de Partenalia, asociación europea de gobiernos provinciales, formada por autoridades locales intermedias de países europeos.

## Trayectoria
El 6 de febrero de 2012 fue elegido presidente de la Diputación de Orense, tras la dimisión de José Luis Baltar.
Tras las elecciones generales de 2023, el Parlamento de Galicia lo eligió como uno de los senadores de designación autonómica.

### Actividad política
Miembro desde 2000 de la Junta Ejecutiva Provincial, de la Junta Directiva Provincial y de la Junta Directiva del Partido Popular de Orense.
Coordinador del Área de Acción Política del Partido Popular de Orense (hasta 2002), secretario del Área de Acción Política del Partido Popular de Orense entre 2002 y 2004 y Coordinador Orgánico del Partido Popular Partido de Orense en el periodo 2004 a 2006.
Fue responsable de Movilización Electoral de la Comisión de Campaña del Partido Popular de Orense en los procesos electorales celebrados en el periodo 2000-2005.
Miembro desde 2001 de la Junta Directiva del Partido Popular de Galicia.
Formó parte del Equipo de Redacción del Programa del Partido Popular de Galicia para las Elecciones Municipales de 2003.
Coordinador del Grupo de Trabajo del Partido Popular de Galicia sobre el informe "ESTATUTOS" del Congreso Nacional del Partido Popular en 2002.
Miembro del Comité Organizador del XIII Congreso Regional del Partido Popular de Galicia en 2006.
Coordinador de la Comisión de Campaña del Partido Popular de Orense en las Elecciones Municipales de 2007 y Generales de 2008, y miembro de la Diputación Comarcal de Orense del Partido Popular.
Es miembro de la Comisión Ejecutiva del Partido Popular de Galicia desde 2009 y miembro de la Comisión Directiva del Partido Popular de Galicia desde 2010.
Presidente del Partido Popular de Orense desde el 30 de enero de 2010, cuando fue elegido en el XV Congreso Provincial, cargo que revalidó el 16 de marzo de 2013, en el XVI Congreso Provincial, y que ocupa hasta la actualidad.
Fue delegado provincial en Orense de la Consejería de Agricultura y vocal de Expourense y de la Cámara de Comercio e Industria de Orense, donde presidió la Comisión de Promoción Agroalimentaria.
En la VI Legislatura se incorporó a las Cortes de Galicia donde presidió la Comisión de Industria, siendo Portavoz de Empleo del Grupo Popular y miembro de su comité de dirección.
En la VII Legislatura fue elegido Vicesecretario de la Mesa de las Cortes Generales y es el impulsor de la reforma del Estatuto de Autonomía y también de la reforma del Reglamento de la Parlamento. También es Secretario de la Diputación Permanente. Es concejal de Esgos, donde fue teniente de alcalde en la última legislatura. También figura como diputado provincial adjunto. Fue coordinador de campaña del PP de Orense para las elecciones generales de 2008.

## Controversias
Baltar sucedió a su padre al frente de la Diputación Provincial, caso único en el Estado español.
Baltar recibió una financiación de 2,7 millones de euros al diario local La Región a cambio de un expediente valorado por la Junta de Galicia en menos de 150.000 euros.
En abril de 2023 Baltar fue multado por exceso de velocidad y se le abrió expediente penal por un presunto delito contra la seguridad vial.